# Santuario kumano

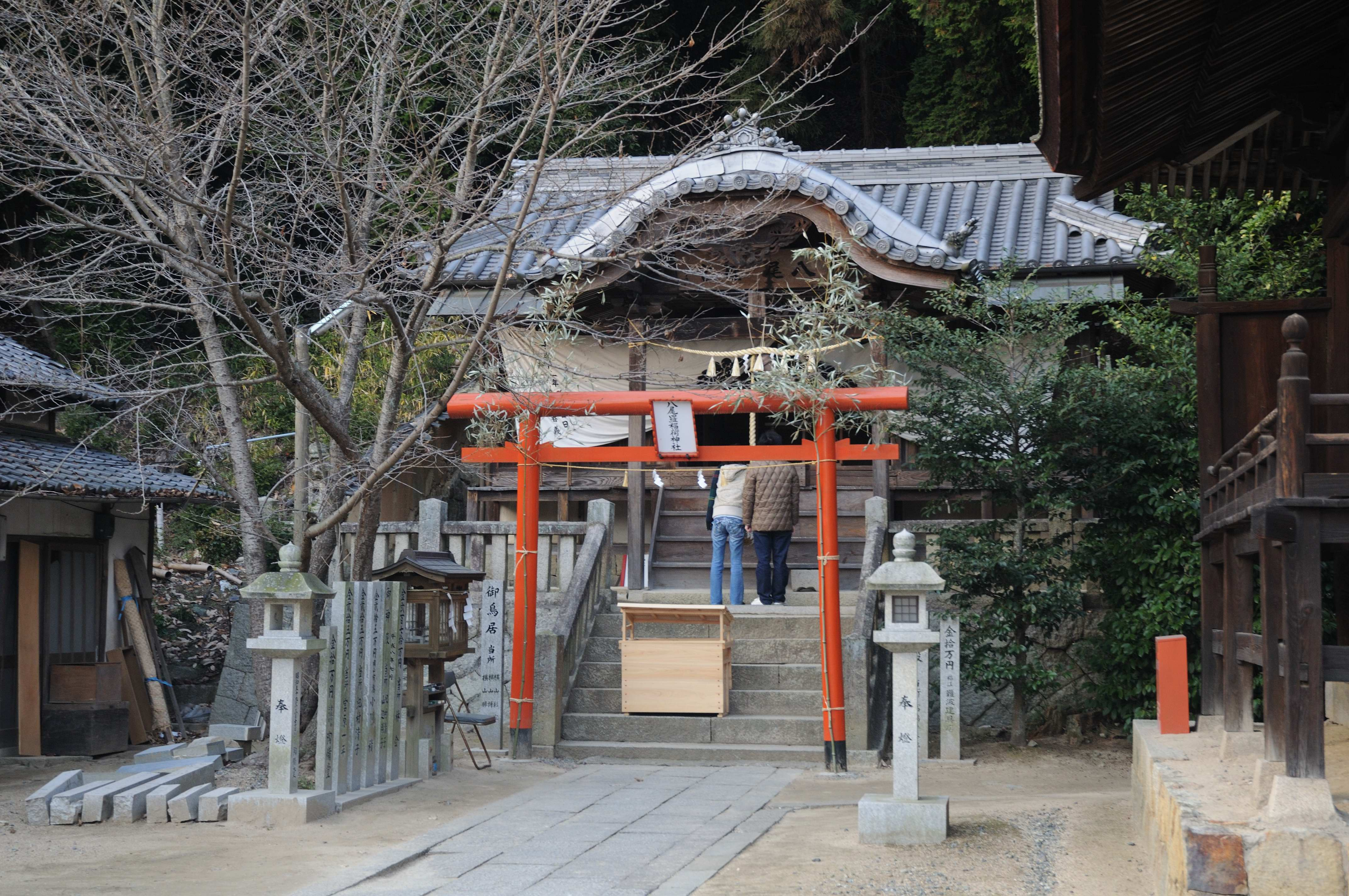
Un santuario kumano en Kurashiki, Okayama, Japón.

Un santuario kumano (熊野神社 kumano-jinja?) es un tipo de santuario sintoísta consagrado a las tres montañas sagradas de Kumano: Hongū, Shingū y Nachi (Kumano Gongen (熊野権現?)).
Existen más de 3000 santuarios kumano en Japón, y cada uno ha recibido su kami de otro santuario kumano a través de un proceso de propagación llamado bunrei (分霊?) o kanjō (勧請?). 
El origen del culto kumano es el complejo del santuario Kumano Sanzan en la prefectura de Wakayama, que incluye Kumano Hayatama Taisha (熊野速玉大社?) (Shingū, Wakayama), Kumano Hongū Taisha (Tanabe) y Kumano Nachi Taisha (Nachikatsuura).

## Kumano Sanzan

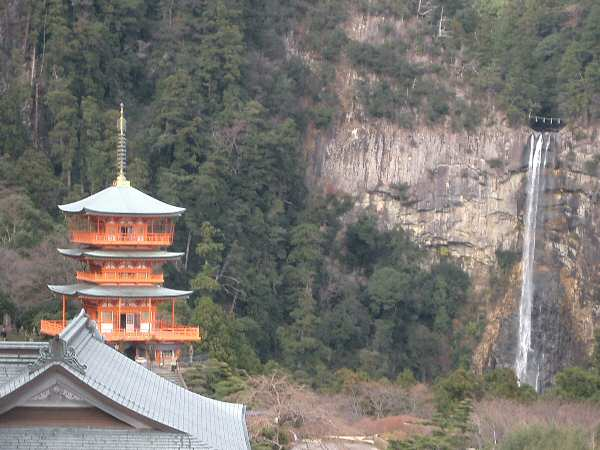
Kumano Sanzan con la Cascada Nachi y el templo budista Seiganto-ji en primer plano.

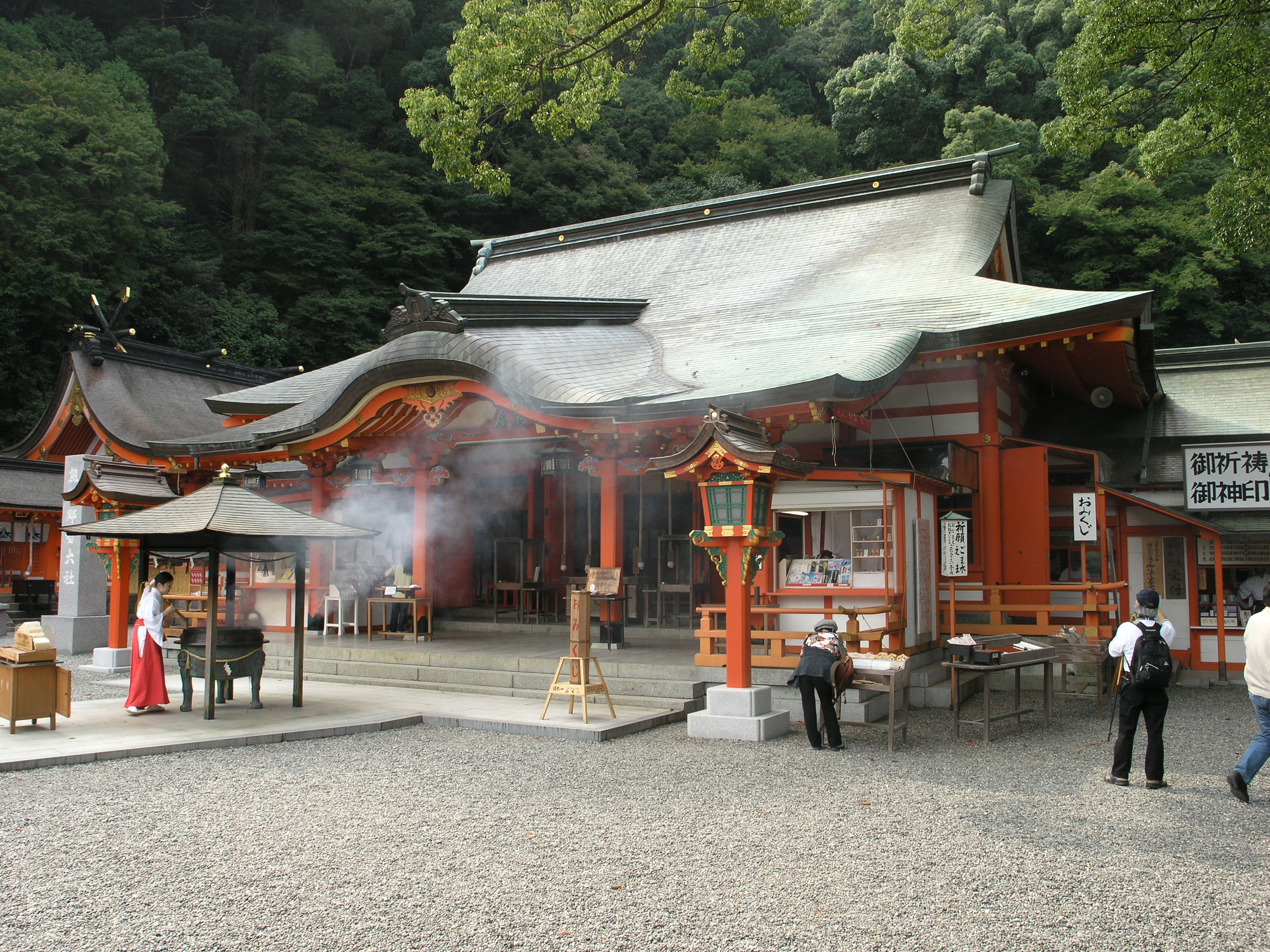
Santuario Kumano Nachi-taisha en Kumano.

Los tres santuarios de Kumano Sanzan forman los Sōhonsha, los 'santuarios principales' de todos los demás santuarios kumanos, encontrándose entre 20 y 40 km uno del otro en la prefectura de Wakayama. Están conectados entre sí por un camino de peregrinación conocido como Kumano Kodō (熊野古道?). El gran complejo Kumano Sanzan también incluye dos templos budistas, Seiganto-ji y Fudarakusan-ji.
El significado religioso de la región de Kumano se remonta a tiempos prehistóricos, y por tanto, es anterior a todas las religiones modernas de Japón. El área fue, y sigue siendo considerado, un lugar beneficiosas para la salud.
Inicialmente, cada santuario tenía su propio culto como forma de veneración a la naturaleza, pero en el siglo X, bajo la influencia del budismo, se unieron los tres juntos para venerar a las tres deidades sintoístas de Kumano. Puesto que en ese momento de sincretismo se creía que los kami japoneses eran emanaciones de los budas (teoría del honji suijaku), los tres kami se asociaron a budas. Kuniyasutamahime se asoció con Sahasrabhūja Avalokiteśvara (Senju Kannon, "Los mil brazos de Avalokiteśvara'), Bhaisajyaguru (Yakushi Nyōrai) y Amitābha (Amida Nyōrai).
Los monjes de las sectas Tendai y Shingon se alojaban allí durante los retiros espirituales. El culto de Amida (jōdo) se volvió particularmente importante desde el final del período Heian y durante el período Kamakura (alrededor de XI-XIV), y toda la región tenía la reputación de pertenecer a la Tierra Pura.
El lugar se llegó a convertir en un ejemplo único de shinbutsu-shūgō, la fusión entre el budismo y la religión indígena japonesa. A partir de entonces, Kumano Sanzan atrajo a muchos fieles y se convirtió en un popular destino de peregrinación. En el siglo XI, los peregrinos eran en su mayoría miembros de la familia imperial o aristócratas, pero cuatro siglos más tarde eran en su mayoría plebeyos. La peregrinación era referida como la "peregrinación de las hormigas de Kumano" (蟻の熊野参り?  Ari no Kumano mairi) porque se podía ver a los peregrinos serpenteando a través de los valles como si fuesen hormigas. La primera visita importante fue probablemente la del emperador Shirakawa en 1090, a la que siguieron muchos otros emperadores que continuaron con esta tradición. La ruta de peregrinación, que recorre toda la península de Kii, está marcada por pequeños santuarios sintoístas (llamados Kumano ōji), vinculados al culto de Kumano.